# Portail de la cour des Récollets de Nevers
Pour les articles homonymes, voir Récollets.
Le portail de la cour des Récollets est le vestige d'un édifice situé à Nevers, en France.

## Localisation
Le monument est situé au 30, rue des Récollets à Nevers.

## Historique
Ce portail du XVIIIe siècle témoigne de l'ancien couvent des Récollets ayant évolué dans ce lieu du XIIIe au XVIIIe siècle.
Ordre mendiant institué par saint François d'Assise après 1209, les franciscains ou frères mineurs (appelés familièrement cordeliers à cause de la corde blanche qu'ils portent en guise de ceinture) sont appelés à Nevers en 1270 par la comtesse Yolande de Bourgogne. En 1363, leur couvent établi dans les faubourgs de la ville étant ruiné par les guerres, la comtesse Marguerite de France les installe dans une partie de son château de la Gloriette. En 1597, le couvent est occupé par les récollets, cordeliers réformés appartenant à la régulière Observance de Saint François.
Le portail est inscrit au titre des monuments historiques par arrêté du 7 décembre 1943.

## Architecture
Il se situe dans la propriété du 2 rue Marguerite-Duras (ancien 40 rue de l'Oratoire). On peut admirer sa superbe tourelle d'escalier du XVIe siècle, possédant à son sommet un remarquable colombage en surplomb sur pans coupés.

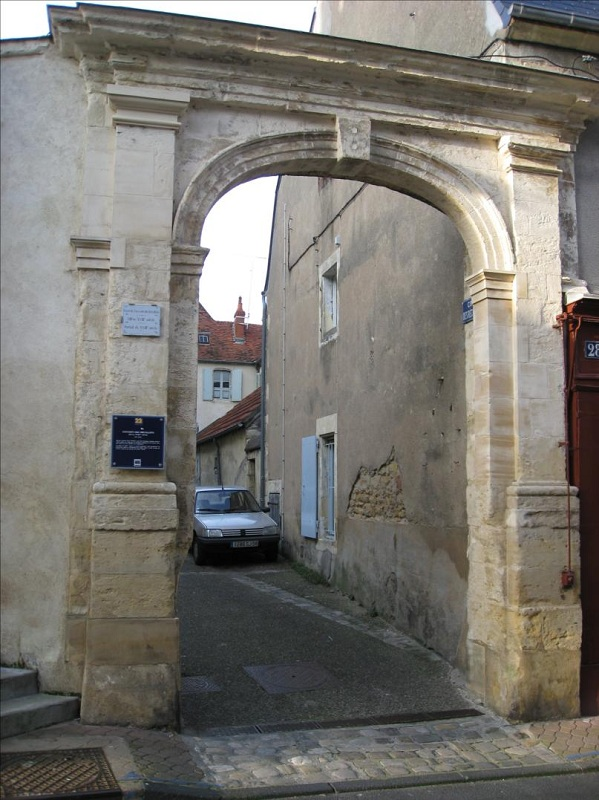
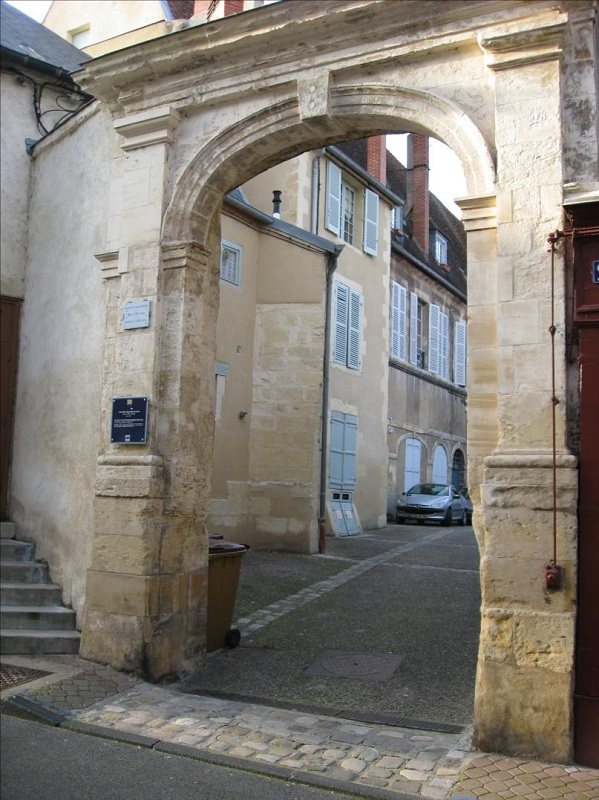